# Peridotita
La peridotita és una roca ígnia intrusiva, formada en general d'olivina (peridot) acompanyada de piroxens i amfíbols. És molt densa i de coloració fosca. Es tracta de la roca que forma el mantell terrestre.
Alguns tipus de peridotita són la piroxenita, composta gairebé per complet per piroxè, l'hornblendita, varietat rara amb predomini d'hornblenda, la serpentinita, composta gairebé exclusivament d'olivina alterada, i la kimberlita, varietat que conté diamant. La peridotita és la font més important de crom.
Estudis de la Universitat de Colúmbia (Nova York) atribueixen a aquesta roca la capacitat d'absorbir diòxid de carboni.

## Mantell terrestre
La peridotita deriva del mantell terrestre, ja sigui com a blocs i fragments sòlids, o com a cristalls acumulats a partir de magmes que es van formar al mantell. Les composicions de les peridotites d'aquests complexos ignis en capes varien àmpliament, reflectint les proporcions relatives de piroxens, cromita, plagiòclasis i amfíbol.
La peridotita és la roca dominant de la part superior del mantell terrestre. Les composicions dels nòduls de peridotita que es troben en certs basalts són d'especial interès juntament amb les canonades de diamant (kimberlita), perquè proporcionen mostres del mantell terrestre extretes de profunditats que van des d'uns 30 km fins a 200 km o més. Alguns dels nòduls conserven proporcions isotòpiques d'osmi i altres elements que registren processos que van ocórrer quan es va formar la Terra, i per tant són d'especial interès per als paleogeòlegs perquè proporcionen pistes sobre la composició primerenca del mantell terrestre i les complexitats dels processos que van ocórrer.

## Classificació

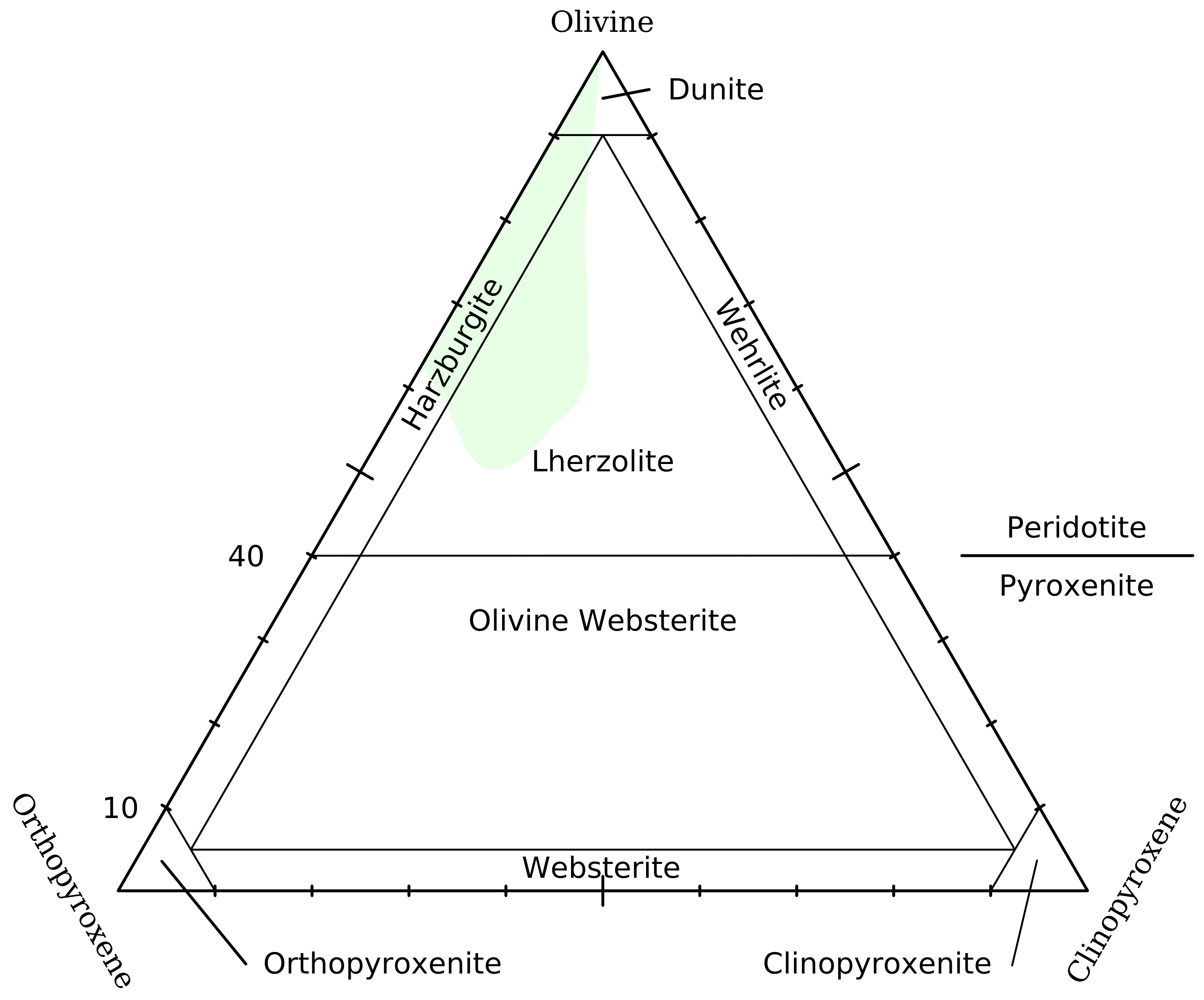
Diagrama de classificació de la peridotita i la piroxenita, basat en les proporcions d'olivina i piroxè. L'àrea verda pàl·lida engloba les composicions més comunes de peridotita a la part superior del mantell terrestre (adaptat parcialment de Bodinier i Godard (2004)).

Les roques ígnies riques en magnesi i ferro amb un índex de color superior a 90 es defineixen com a ultramàfiques. Les roques ultramàfiques es poden classificar encara més per les seves proporcions relatives d'olivina, ortopiroxè, clinopiroxè i hornblenda, que són les famílies més abundants de minerals màfics a la majoria de les roques ultramàfiques. La peridotita es defineix com a roca ultramàfica de gra gruixut en què l'olivina constitueix el 40% o més del volum total d'aquestes quatre famílies minerals a la roca.
Les peridotites es classifiquen encara més de la següent manera:
Dunita: més del 90% d'olivina
La dunita es troba com a venes prominents a la capa de peridotita de les ofiolites, que s'interpreten com a llesques de litosfera oceànica (escorça i mantell superior) empeses cap als continents. La dunita també es presenta com a acumulat en intrusions en capes, on l'olivina cristal·litza a partir d'un cos de magma que es refreda lentament i s'acumula al fons del cos de magma per formar la capa més baixa de la intrusió. La dunita gairebé sempre conté cromita accessòria.
Kimberlita: formada en canonades volcàniques i almenys un 35% d'olivina
La kimberlita és una variant altament bretxada de peridotita formada en canonades volcàniques i és coneguda per ser la roca amfitriona dels diamants. A diferència d'altres formes de peridotita, la kimberlita és força rara.
Peridotita piroxènica: del 40% al 90% d'olivina i menys del 5% d'hornblenda
Harzburgita: menys del 5% de clinopiroxè
L'harzburgita constitueix la major part de la capa de peridotita d'ofiolites. S'interpreta com a roca del mantell esgotada, de la qual s'ha extret magma basàltic. També es forma com a acumulat en intrusions estratificades de tipus I, formant una capa just a sobre de la capa de dunita. L'harzburgita probablement constitueix la major part de la litosfera del mantell sota els cratons continentals.
Wehrlita: menys del 5% d'ortopiroxè
La wehrlita forma part de la zona de transició entre la capa de peridotita i la capa de gabre d'ofiolites que la superposa. En les intrusions estratificades de tipus II, ocupa el lloc de l'harzburgita com a capa just a sobre de la capa de dunita.
L'herzolita: contingut intermedi de clinopiroxè i ortopiroxè
Es creu que l'herzolita constitueix gran part del mantell superior. Té gairebé exactament la composició d'una barreja de tres parts de harzburgita i una part de basalt toleític (piròlita) i és la probable roca font del magma basàltic. Es troba com a xenòlits rars en basalt, com els de Kilbourne Hole al sud de Nou Mèxic, EUA, i a Oahu, Hawaii, EUA.
Peridotita d'hornblenda: Del 40% al 90% d'olivina i menys del 5% de piroxè
La peridotita d'hornblenda es troba com a xenòlits rars en andesites per sobre de les zones de subducció. Són evidència directa de l'alteració de la roca del mantell pels fluids alliberats per la llosa en subducció.
Peridotita d'hornblenda i de piroxè: Intermèdia entre la peridotita de piroxè i la peridotita d'hornblenda
La peridotita d'hornblenda de piroxè es troba com a xenòlits rars, com els de Wilcza Góra al sud-oest de Polònia. Aquí probablement es va formar per l'alteració de la roca del mantell per fluids de sílices hidrato-carbonatades associats amb el vulcanisme.